# 梅涅劳斯定理

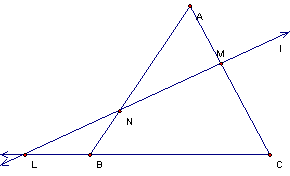
情況1：直線LNM穿過三角形ABC

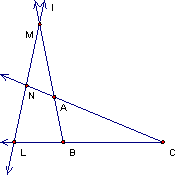
情況2：直線LNM在三角形ABC外面(M與N位置可能有錯）

梅涅劳斯定理（Menelaus' theorem），以古希腊数学家梅涅勞斯為名。它指出：如果一直线与{\displaystyle \triangle ABC}的边BC、CA、AB或其延長線分别交于L、M、N，则有：
{\displaystyle {\frac {AN}{NB}}\cdot {\frac {BL}{LC}}\cdot {\frac {CM}{MA}}=1}。
它的逆定理也成立：若有三点L、M、N分别在{\displaystyle \triangle ABC}的边BC、CA、AB或其延长线上（有一点或三点在延长线上），且满足
{\displaystyle {\frac {AN}{NB}}\cdot {\frac {BL}{LC}}\cdot {\frac {CM}{MA}}=1}
则L、M、N三点共线。利用这个逆定理，可以判断三点共线。
如果在上式中线段用有向线段表示，那么右面的结果为-1。
该定理与塞瓦定理的等式仅在条件上有所不同，二者互为对偶定理。

## 证明

#### 面积法证明
如情况一，连接{\displaystyle AL}、{\displaystyle CN}，有
{\displaystyle {\frac {AN}{NB}}\cdot {\frac {BL}{LC}}\cdot {\frac {CM}{MA}}={\frac {\mathrm {S} _{\triangle LNA}}{\mathrm {S} _{\triangle LNB}}}\cdot {\frac {\mathrm {S} _{\triangle LNB}}{\mathrm {S} _{\triangle LNC}}}\cdot {\frac {\mathrm {S} _{\triangle LNC}}{\mathrm {S} _{\triangle ANL}}}=1}

#### 正弦定理证明
如情況一，设{\displaystyle \angle ANM=\alpha }，{\displaystyle \angle AMN=\beta }，{\displaystyle \angle MLC=\gamma }，則在{\displaystyle \triangle AMN}中由正弦定理，有
{\displaystyle {\frac {AN}{AM}}={\frac {\sin \beta }{\sin \alpha }},}
同理，因對頂角相等在{\displaystyle \triangle NBL}和{\displaystyle \triangle CLM}中有
{\displaystyle {\frac {BL}{BN}}={\frac {\sin \alpha }{\sin \gamma }},}
及
{\displaystyle {\frac {CM}{CL}}={\frac {\sin \gamma }{\sin \beta }}.}
三式相乘即得
{\displaystyle {\frac {AN}{AM}}\cdot {\frac {BL}{BN}}\cdot {\frac {CM}{CL}}={\frac {\sin \beta }{\sin \alpha }}\cdot {\frac {\sin \alpha }{\sin \gamma }}\cdot {\frac {\sin \gamma }{\sin \beta }}=1,}
即 
{\displaystyle {\frac {AN}{NB}}\cdot {\frac {BL}{LC}}\cdot {\frac {CM}{MA}}=1.}

## 历史
目前不确定是谁首先发现了梅涅劳斯定理。现存最早的关于定理的内容出现在梅涅劳斯的著作《球面三角学》中。在本书中，定理的平面版本被用作证明该定理的球形版本的引理。
在《天文学大成》中，托勒密将该定理应用于球形天文学中的许多问题。 
在伊斯兰黄金时代，穆斯林学者投入了大量从事梅涅劳斯定理研究的著作，他们称之为“关于割线的命题”（shakl al-qatta'）。完全四边形在他们的术语中被称为“割线图”。比鲁尼的作品“天文学的钥匙”列出了其中的一些作品；这些作品都可被归类为托勒密的《天文学大成》内容的一部分，如al-Nayrizi和al-Khazin的作品，其中每个作品都展示了梅涅劳斯定理的特殊形式（如用角的正弦表示的等式），或作为独立论文组成的作品，例如：
塔比·伊本·库拉撰写的“关于割线图的论述”（Risala fi shakl al-qatta'）。
Husam al-DIn al-Salar的《揭开割线图的奥秘》（Kashf al-qina'as asrar al-shakl al-qatta'），也被称为《割线图之书》（Kitab al-shakl al-qatta') ，或在欧洲被称为“完全四边形的论文”。 Al-Tusi和Nasir al-Din al-Tusi提到了其中丢失的内容。
阿尔·锡杰齐的工作。 
Abu Nasr ibn的《Tahdhib》。
Roshdi Rashed和Athanase Papadopoulos，Menelaus'Spherics的早期翻译和al-Mahani'/ al-Harawi的版本（来自阿拉伯手稿的Menelaus Spherics的重要版本，以及历史和数学评论）, De Gruyter, Series: Scientia Graeco-Arabica,  21,  2017, 890 pages. ISBN 978-3-11-057142-4

## 延伸阅读
- Russell, John Wellesley. . . Clarendon Press. 1905.